# Махамадыев, Халикул
Халикул Махамадыев — советский хозяйственный, Герой Социалистического Труда.

## Биография
Родился в 1927 году в Шахрисабзском районе. Член КПСС.
С 1941 года — на хозяйственной, общественной и политической работе. В 1941—1990 гг. — колхозник, тракторист-механизатор, помощник механика, бригадный механик, бригадир хлопководческой бригады колхоза имени Энгельса Шахрисабзского района Кашкадарьинской области Узбекской ССР.
Указом Президиума Верховного Совета СССР от 10 декабря 1973 года присвоено звание Героя Социалистического Труда с вручением ордена Ленина и золотой медали «Серп и Молот».
Избирался депутатом Верховного Совета Узбекской ССР 10-го созыва.
Жил в Узбекистане.